# Пілоти (настільна гра)
Пілоти (англ. Sky Team) — настільна гра для двох гравців, у якій учасники виступають як пілот і другий пілот для безпечної посадки літака. Гра була розроблена Люком Ремоном і видана Le Scorpion Masqué у 2023 році. В Україні гра локалізована видавництвом Geekach Games у 2024 році.

## Розробка
Згідно з інтерв'ю для Polygon, Люк Ремон спочатку розробив Пілоти під час карантину COVID-19 як однокористувацьку гру, а аспекти комунікації між двома гравцями були додані після тестування гри після завершення карантину. Гра була опублікована видавництвом із Квебеку Le Scorpion Masqué, яке залучило до розробки одного зі сценаріїв гри командира авіакомпанії Робера Піше. Гра дебютувала в 2023 році і була представлена на ігрових конференціях, таких як Spiel Essen, Gen Con та Pax Unplugged.

## Ігровий процес
У грі Пілоти гравці працюють разом як пілот і другий пілот, щоб керувати комерційним літаком у різних сценаріях посадки. Кожен гравець на початку кожного раунду кидає кубики, приховані від іншого гравця. Гра вимагає мовчазної координації для розподілу кубиків на слоти, що представляють компоненти літака, імітуючи управління осями літака, швидкістю, закрилками, шасі та зв'язком із диспетчерською вежею. Мета полягає в тому, щоб налаштувати ці компоненти протягом кількох раундів, щоб літак безпечно приземлився в аеропорту прибуття. Пілоти закінчується невдачею, якщо літак зупиняється, перевищує злітно-посадкову смугу або зіштовхується з іншими літаками через неправильне керування цими компонентами.

## Рецензії
Пілоти здобули значну увагу та схвальні відгуки під час свого показу на Gen Con 2023, як повідомляє Polygon. Гра була відзначена за свою оригінальність, захоплюючі механіки та успішну інтеграцію реального досвіду пілотування в настільний формат. Чарлі Тіл, пишучи для Polygon, описав гру як «чудову сучасну настільну гру, яка поєднує розвагу з симуляцією» і заявив, що це «одна з найкращих настільних ігор 2023 року, яка не має аналогів у цьому хобі».
Пілоти стали переможцем Dicebreaker у 2023 році у номінації «Найкраща настільна гра» за «захоплююче унікальну тему, яка поєднується з напруженим, захоплюючим ігровим процесом для однієї з найоригінальніших кооперативних настільних ігор за останні роки». Гра також була включена в список Dicebreaker «Найкращі настільні ігри 2024 року», складений Алексом Міханом. Пілоти також стали переможцем у номінації «Найкраща кооперативна гра» на Board Game Quest 2023 року.
У червні 2024 року гра Пілоти була номінована на премію Spiel des Jahres разом із іграми Captain Flip та Слідами Дарвіна. Пілоти здобули перемогу, і журі написало: «Пілоти переважають з ігрової, атмосферної та тематичної точки зору по всіх параметрах. Короткі партії у разі перемоги високо винагороджуються, а у випадку невдалої посадки викликають бажання спробувати знову. З кожною новою спробою обидві ролі стають ближче знайомі одна з одною, разом вчаться спілкуватися без слів і опановують складніші модулі».